# Knut Nordahl
Knut Erik Alexander Nordahl (ur. 13 stycznia 1920 w Hörnefors, zm. 28 października 1984) – szwedzki piłkarz, obrońca. Mistrz olimpijski. Brązowy medalista MŚ 50.
W latach 1941–1950 grał w IFK Norrköping, kilkakrotnie zostając mistrzem kraju. W 1949 otrzymał nagrodę Guldbollen dla najlepszego szwedzkiego piłkarza. W 1950 - po udanych dla Szwedów mistrzostwach świata w Brazylii - wyjechał do Włoch. Wraz z rodakami Stigiem Sundqvistem oraz Sune Anderssonem podpisał kontrakt z Romą. W rzymskim klubie rozegrał dwa sezony.
W reprezentacji Szwecji zagrał 26 razy. Podczas MŚ 50 wystąpił w trzech pierwszych meczach Szwecji. Wcześniej, w 1948 wraz z kolegami został złotym medalistą igrzysk w Londynie.
Futbol na wysokim poziomie uprawiali także jego bracia Bertil, Gunnar, Gösta i Göran oraz bratanek Tomas.